# اکسایش پینیک
اکسایش پینیک (به انگلیسی: Pinnick oxidation) یک واکنش آلی است که می‌توان توسط آن آلدهیدها را به کربوکسیلیک اسیدهای متناظر اکسید کرد. این واکنش تحت شرایط اسیدی خفیف و با استفاده از سدیم کلریت (NaClO2) انجام می‌پذیرد.